# Agamennone (Eschilo)
L'Agamennone (in greco antico: Ἀγαμέμνων?, Agamémnon) è una tragedia di Eschilo facente parte della trilogia dell'Orestea, seguita dal dramma satiresco Proteo, con la quale Eschilo nel 458 a.C. vinse le Grandi Dionisie.

## Premessa
Agamennone, sovrano della polis di Argo, alla partenza per la guerra di Troia non aveva venti favorevoli, così per propiziarsi gli dei (in particolare Artemide, che gli era ostile), su consiglio dell'indovino Calcante aveva sacrificato la figlia Ifigenia, di bellezza eccezionale. I venti allora avevano cominciato ad essere propizi, sicché la flotta aveva potuto alzare le vele. Clitennestra aveva però deciso di vendicare il sacrificio della figlia, convincendo Egisto, cugino del marito e suo amante, ad aiutarla in tale impresa.
La prima tragedia narra quindi come Agamennone, di ritorno dalla guerra, venga ucciso a colpi di scure dalla moglie Clitennestra, con l'aiuto di Egisto.

## Trama
Prologo (vv. 1-39): monologo della vedetta appostata sul tetto della casa degli Atridi, che veglia nella notte aspettando di vedere all'orizzonte il segnale luminoso che annunci la caduta di Troia e quindi il ritorno di Agamennone. Si lamenta delle fatiche che sopporta ormai da molto tempo, quando avvista il segnale e, raggiante, esce per avvisare la regina.
Parodo (vv. 40-257): entra il coro, formato da anziani notabili di Argo, che si chiede se Agamennone stia davvero tornando e rievoca gli antefatti della spedizione. Viene narrato il presagio favorevole di due aquile (gli atridi) che avevano ucciso una lepre pregna (Troia). L'indovino Calcante aveva però avvisato dell'odio di Artemide contro Agamennone, capo della spedizione. La flotta achea era dunque rimasta bloccata in Aulide, e solo dopo il sacrificio di Ifigenia era potuta ripartire.
Primo episodio (vv. 258-354): Clitennestra informa il coro che Troia è caduta quella notte stessa, ma non viene creduta, poiché pare impossibile che la notizia sia giunta in città così in fretta. Clitennestra spiega che, grazie ad una serie di segnali luminosi fra Troia ed Argo, ha potuto avere la notizia in brevissimo tempo.
Primo stasimo (vv. 355-488): inno a Zeus, lodato come colui che punisce chi infrange la giustizia. Vengono rievocati il ratto di Elena ed i morti nella guerra di Troia. Tuttavia il coro dubita ancora che la notizia dell'imminente ritorno della spedizione vittoriosa sia vera.
Secondo episodio (vv. 503-680): entra in scena l'araldo, che annuncia che Troia è caduta e che Agamennone sta tornando. È interrogato dal coro e racconta i disagi e le sofferenze della guerra, conclusasi però con la vittoria achea. Clitennestra afferma di aspettare con ansia il marito. Il coro chiede infine notizie di Menelao, di cui si sono perse le tracce.
Secondo stasimo (vv. 681-782): il coro fa una riflessione su Elena, paragonandola ad un leoncino allevato in casa che, una volta cresciuto, è causa di rovina per coloro che l'hanno ospitato. Il coro ragiona infine a proposito della dike, ossia la giustizia, che non onora i potenti ma i puri.
Terzo episodio (vv. 783-974): arrivano su un carro Agamennone e Cassandra, principessa troiana portata in Grecia come schiava. Il primo ringrazia gli dei per l'impresa riuscita ed il ritorno a casa. Clitennestra fa un discorso da sposa fedele, che ha duramente sofferto per l'assenza del marito, e convince Agamennone ad entrare a casa calpestando tappeti di porpora (che stanno in realtà a significare lo scorrere del suo sangue, ovvero il suo imminente omicidio).
Terzo stasimo (vv. 975-1034): nonostante la conclusione vittoriosa della guerra ed il ritorno del sovrano, il coro ha un terribile sentore di morte imminente.
Quarto episodio (vv. 1035-1330): Clitennestra si rivolge con tono duro a Cassandra, che si rifiuta di scendere dal carro e rimane in silenzio. Cassandra, una volta che Clitennestra è rientrata nel palazzo, scende dal carro e comincia a lanciare oscuri lamenti ad Apollo. La donna, rapita da un'estasi profetica, rivede le disgrazie subite in passato dalla casa reale di Argo e prevede che tanto Agamennone quanto lei stessa saranno uccisi.
Quinto episodio (vv. 1331-1576): il coro sente provenire da dentro la casa le grida di Agamennone colpito a morte e, sconvolto, s'interroga su cosa fare. Arriva Clitennestra, mostrando i cadaveri del marito e di Cassandra, e dichiara trionfalmente di aver portato giustizia, vendicando la morte di Ifigenia e l'oltraggio che Agamennone aveva compiuto portando in casa Cassandra come amante. Il coro maledice Elena e Clitennestra, e si lamenta per la sorte toccata al re.
Esodo (vv. 1577-1664): entra Egisto, che esulta per il piano perfettamente riuscito e per aver finalmente vendicato gli oltraggi subiti dal padre Tieste. Il coro lo maledice, temendo che si stia per instaurare un regime tirannico, e si allontana invocando il ritorno di Oreste.